# Worshipful Company of Haberdashers

Haberdashers’ Zunftwappen

Die Worshipful Company of Haberdashers (kurz: Haberdashers’ Company) ist die Livery Company der Kurzwaren- und Seidenhändler der City of London.
Die Haberdashers’ Company besteht seit 1448 und ist eine der großen zwölf Berufsverbände der City of London; in der Rangfolge steht sie an achter Stelle. Der ehemalige Lord Mayor Sir William Russell ist Zunftmeister für 2024/25.